# Christer Dahl
Christer Dahl, född 30 december 1940 i Solna församling, är en svensk regissör, manusförfattare, författare och producent. Han var en del av författarkollektivet Kennet Ahl.

## Filmografi (som regissör)
- 1970 – Belgrove Hotel, Goodbye
- 1976 – Det löser sig
- 1978 – Lyftet
- 1981 – Sista budet
- 1984 – Äntligen!

## Filmografi (filmmanus)
- 1970 – Belgrove Hotel, Goodbye
- 1976 – Det löser sig
- 1984 – Äntligen!

## Filmografi (som producent)
- 1975 – Kompisarna (TV-serie)

## Filmografi (som skådespelare, i urval)
- 1975 – Tältet
- 1984 – Äntligen!